# Mühlen an der Schwartau
Mühlen an der Schwartau in Schleswig-Holstein wurden bereits im frühen Mittelalter als Wassermühlen betrieben.

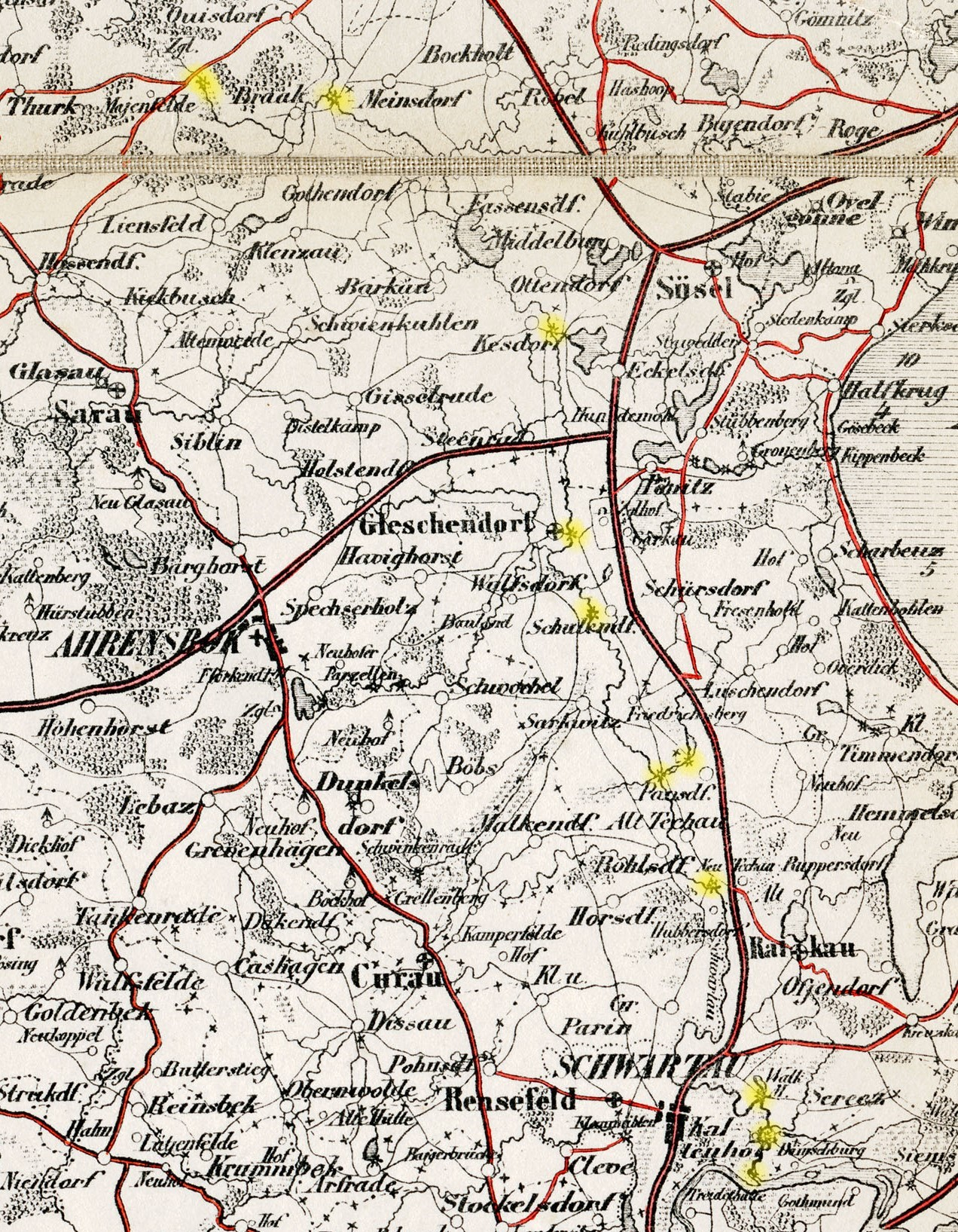
Kartenausschnitt Holstein von 1850, Wassermühlen an der Schwartau, gelb markiert.

## Mühlen um 1850
Nach einer Karte von 1850 gab es an der Schwartau die folgenden Mühlen:
- Braak – 2 Mühlen
- Woltersmühlen der Gemeinde Süsel – 1 Mühle
- Gleschendorf – 1 Mühle
- Schulendorf – 1 Mühle
- Pansdorf – 2 Mühlen
- Hobbersdorf – 1 Mühle
- Sereetz – 2 Mühlen

Vor dem Erscheinungsjahr der Karte gab es im heutigen Ort Bad Schwartau und an der Einmündung der Schwartau in die Trave zwei weitere Mühlen, die jedoch 1850 nicht mehr existierten.

## Braaker Mühle
Am Braaker Mühlenweg im Ort Braak der Gemeinde Bosau stand eine Wassermühle, die 1527 am Zusammenfluss des Neudorfer Grabens mit der Schwartau errichtet wurde. Zur Braaker Mühle mussten die Bewohner ihr Getreide bringen, wenn sie in den umliegenden Dörfern, wie Braak, Neudorf oder Bockholt lebten, denn sie unterlagen bis 1852 diesem Mühlenzwang. Ein Teil der Mühlengebäude steht heute noch neben dem ehemaligen Abfluss des Mühlenteiches. 1833 bekam Braak auch eine Windmühle ganz in der Nähe der Wassermühle. Diese wurde 70 Jahre später wieder abgerissen.

## Woltersmühle
Die Woltersmühle mit einem Wolterskrug wird erstmals 1197 in einer Urkunde genannt, einem Kaufvertrag, in welchem der umfangreiche Grundbesitz des damaligen Ekelsdorfer Hofes aufgeführt ist. 1488 verkaufte Hans von Buchwald die unter Erbpacht stehende Woltersmühle, zu der zwei Wassermühlen und eine Windmühle sowie der Wolterskrug, der Woltersteich und Döbel-See gehörten, an das Karthäuser Kloster in Ahrensbök. Nach Auflösung des Klosters im Zuge der Reformation fiel die Mühle wieder an den Landesherren. Für den Besitzer und den Müller war die Woltersmühle eine einträgliche Einnahmequelle, da für alle Bewohner in der Umgebung der Mühle ein Mühlenzwang galt, nämlich für die Orte Ekelsdorf, Middelburg, Steenrade, Barkau, Schwienkuhlen und Ottendorf. Der Betrieb einer hauseigenen Mühle war dagegen mit hohen Strafen belegt. Der Müller der Woltersmühle hatte das Staurecht an der Schwartau inne und konnte sich so die nötige Wasserkraft für die Mühle verschaffen. Reichte diese nicht aus, dann mussten auch der Woltersteich und der Middelburger See gestaut werden.
Seit 1768 war Joachim Scharbau Müller der Woltersmühle. Er errichtete auch eine Windmühle, um von der Wasserführung der Schwartau unabhängig zu sein. Mit der Erteilung des Bierschankrechts für seine Mühlengäste und einer Brandweinbrennerei konnte er sein Wirtschaftsunternehmen beachtlich ausbauen. Mit der Aufhebung des Mühlenzwanges in der Mitte des 19. Jahrhunderts zeichnete sich das Ende der Mühlenbetriebe ab. 1910 wurde der Betrieb von Wolters Wassermühle eingestellt. Heute existiert nur noch das stattliche, unter Denkmalschutz stehende Gebäude der Wassermühle, das als Hotel geführt wird.

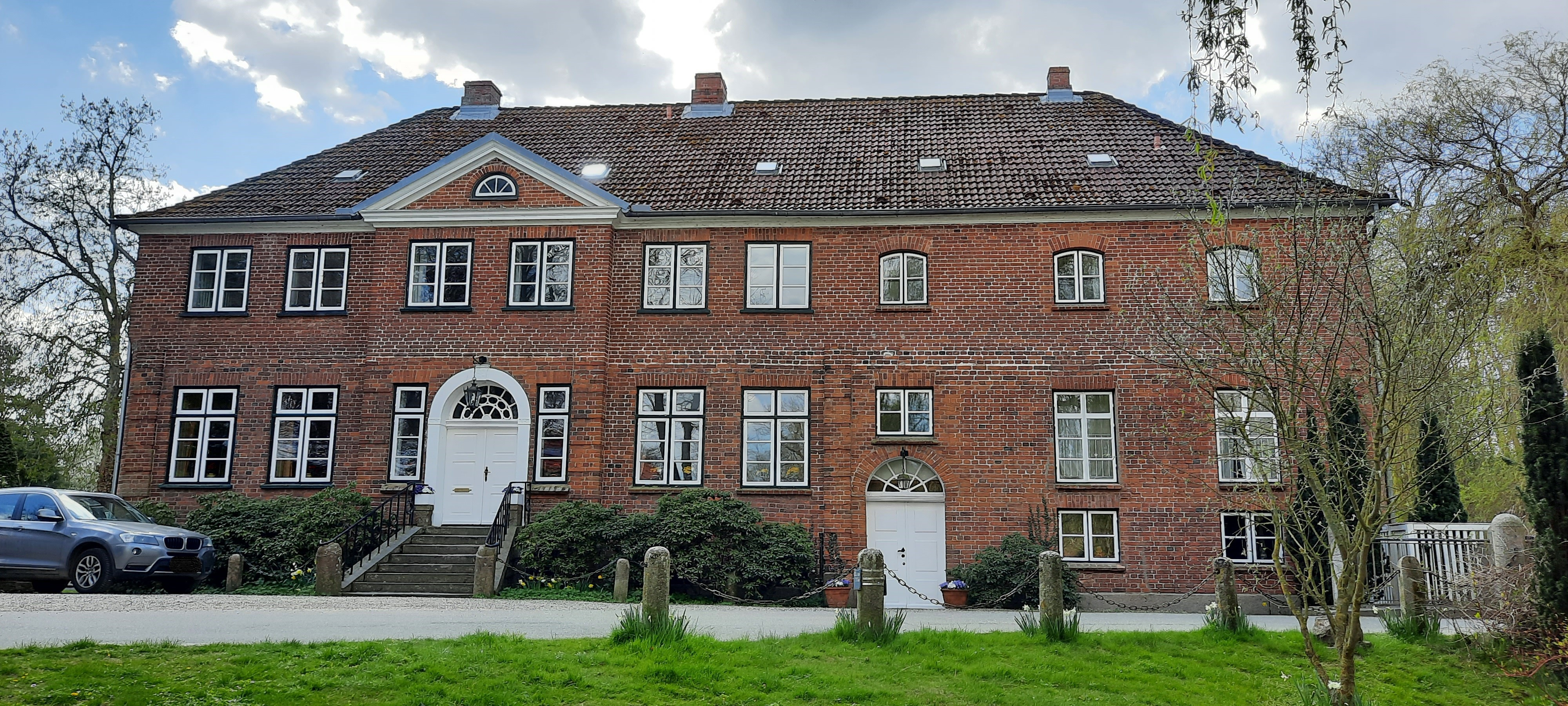
Woltersmühle
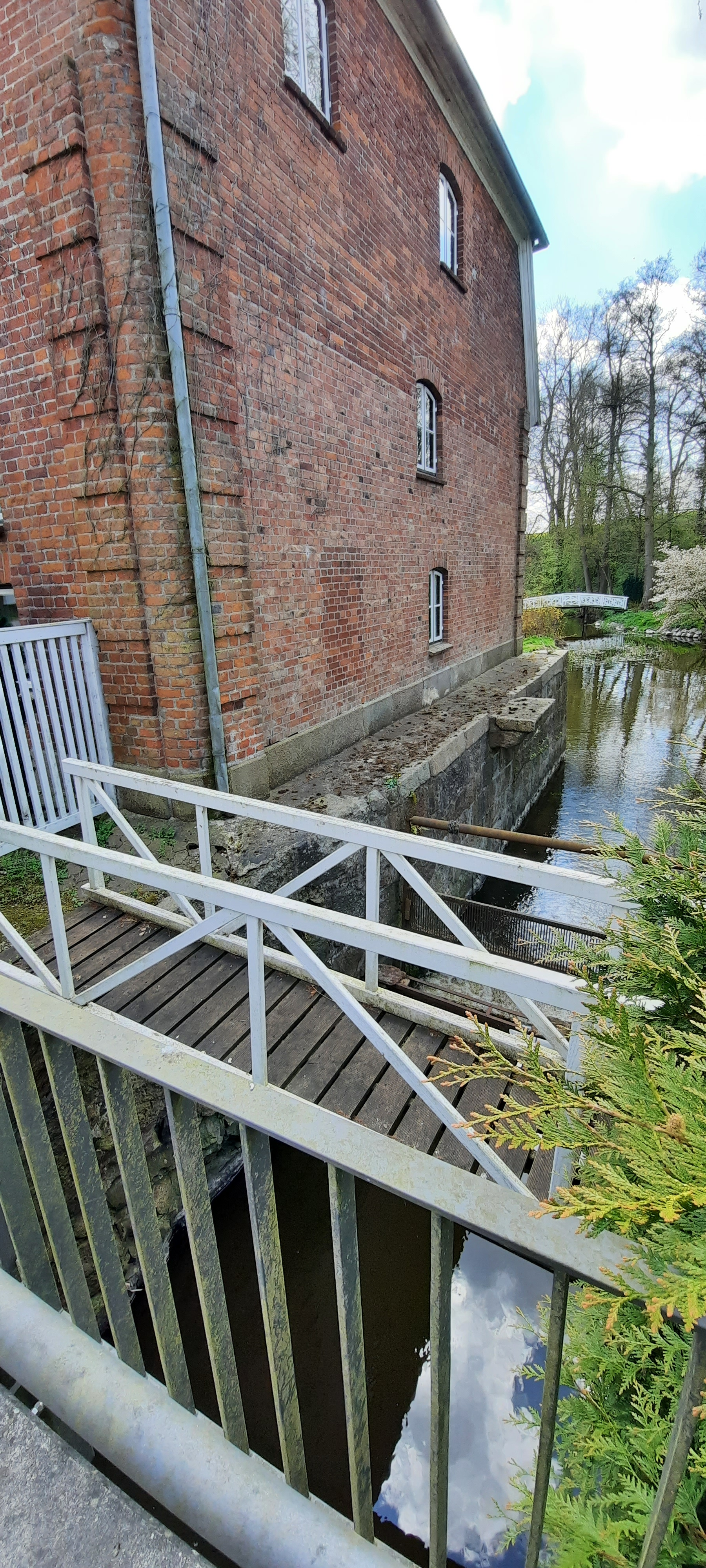
Gebäude-seite am Mühlen-kanal

## Gleschendorfer Mühle

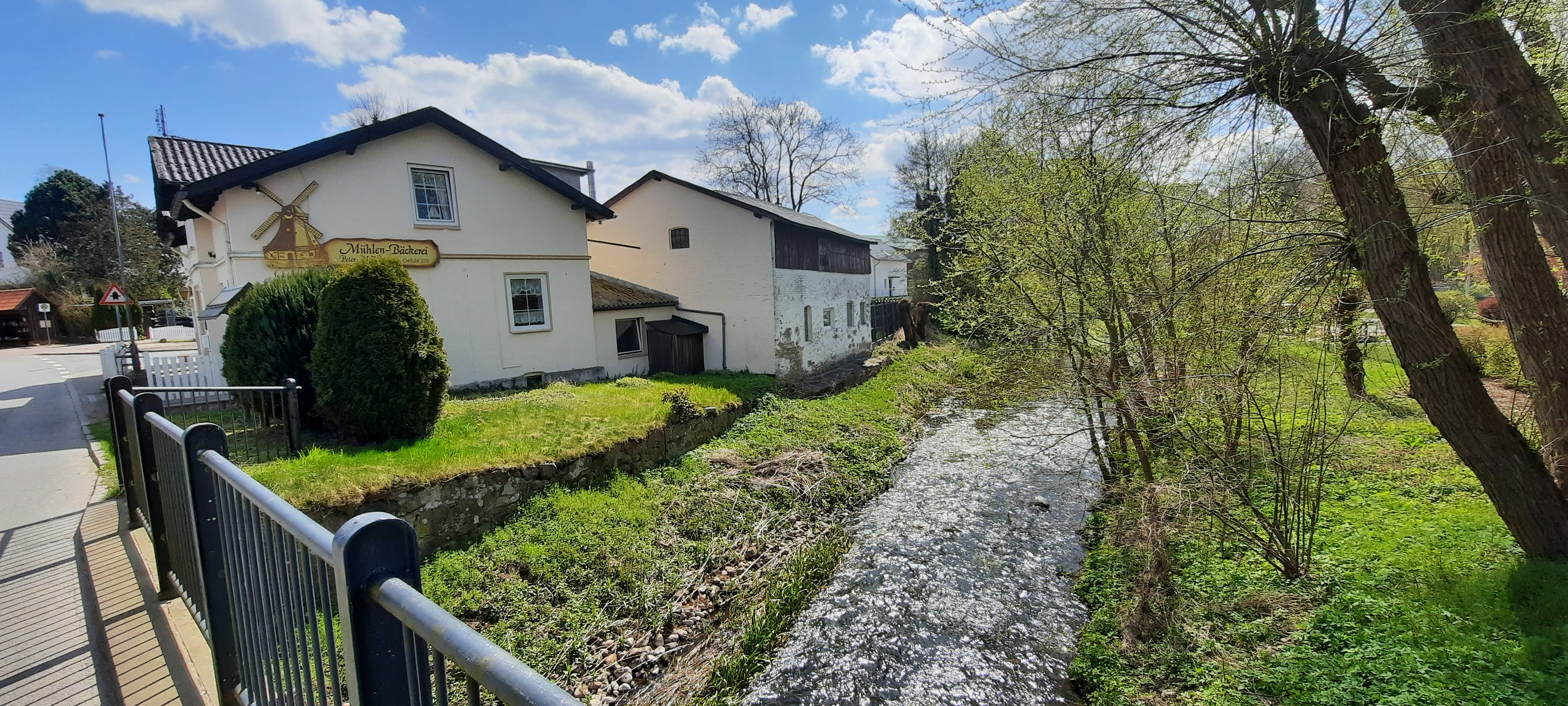
Gebäude der ehemaligen Gleschendorfer Mühle (im Bild rechts neben der Bäckerei Möller)

Die Gleschendorfer Mühle wurde erstmals 1354 urkundlich erwähnt, wonach der Ritter Heinrich von Buchwaldt auf Snikrode den größeren Teil des Dorfes (Alt-Gleschendorf) mit der Mühle an das Heiligen-Geist-Hospital (Lübeck) verkaufte. Es bestand Mühlenzwang für die Dörfer Gleschendorf, Kesdorf und Scharbeutz.
1816 erhielt der Müller Hardt in Gleschendorf die Genehmigung zum Bau und Unterhalt einer Brücke über die Schwartau. Am 4. Mai 1818 wurde die neu gebaute Brücke dem Verkehr übergeben. Für jedes passierende Pferd erhob der Müller ein Brückengeld von 6 alten Pfennigen. 1898 wurde der Müller von der Pflicht zum Unterhalt der Brücke entbunden und der Weg über die Aubrücke in Gleschendorf war seitdem kostenfrei.
In den dreißiger Jahren des 20. Jahrhunderts übernahm Schorsch Möller den Mühlenbetrieb. Auf einem der Wassermühle benachbarten Hügel errichtete er zusätzlich eine Windmühle. Schon kurz nach dem Zweiten Weltkrieg wurde diese wieder abgerissen, das Abbruchmaterial verarbeitete man zu damals gefragtem Feuerholz. Die Bäckerei mit der Wassermühle führte sein Sohn und später sein Neffe fort. In den letzten Jahren des Betriebs ersetzte man den Antrieb per Wasserrad durch einen per Dieselmotor. Heute (2022) dient das neben der Bäckerei Möller und unweit der dortigen Schwartau-Brücke noch stehende Gebäude der Wassermühle als Lagerhalle; von der Mühlentechnik ist nur noch der große Mahlstein vorhanden.

## Schulendorfer Mühle

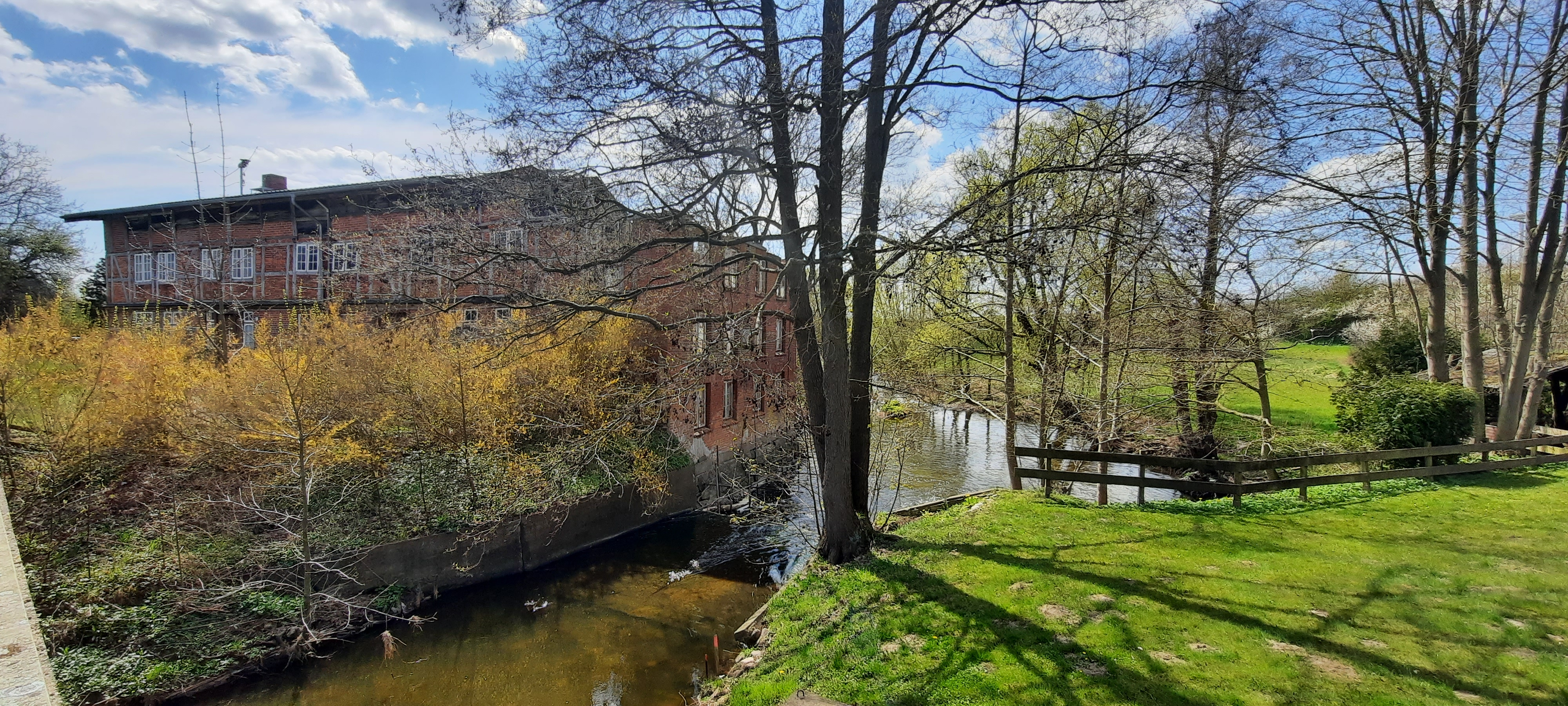
Schulendorfer Mühle

Die Schulendorfer Mühle hatte eine wechselhafte Geschichte, mal war sie Säge-, später Öl- und dann Kornmühle, ab 1609 wurde sie auch als Kupfermühle betrieben. Wirtschaftliche Bedeutung erlangte sie Mitte des 17. und im 18. Jahrhundert als Papiermühle. Mitte des 19. Jahrhunderts, mit der Einführung der maschinellen Herstellung von Papier aus Zellulose, wurde wieder auf Mahlbetrieb umgestellt. Dank des Aufstaus der Schwartau konnte die Mühle mit mehreren Mühlrädern betrieben werden. Das Mühlengebäude steht – durch Brand stark beschädigt – heute noch am westlichen Ortsausgang von Schulendorf südlich der dortigen Schwartaubrücke.

## Pansdorfer Mühle
1464 erwarb das Domkapitel zu Lübeck die Besitzungen von Henneke von Buchwaldt († 1480) auf Gut Wensin einschließlich der Pansdorfer Mühle.
Diese Mühle stand westlich von Pansdorf, sie umfasste zwei Wassermühlen an der Kalten Beek und eine Windmühle. Übrig geblieben sind heute nur noch die beiden großen Mühlenteiche mit ihren Stauwehren, das der oberen Mühle an der Straße Zur Alten Mühle, das der unteren kurz vor der Mündung des Bachs in die Schwartau.

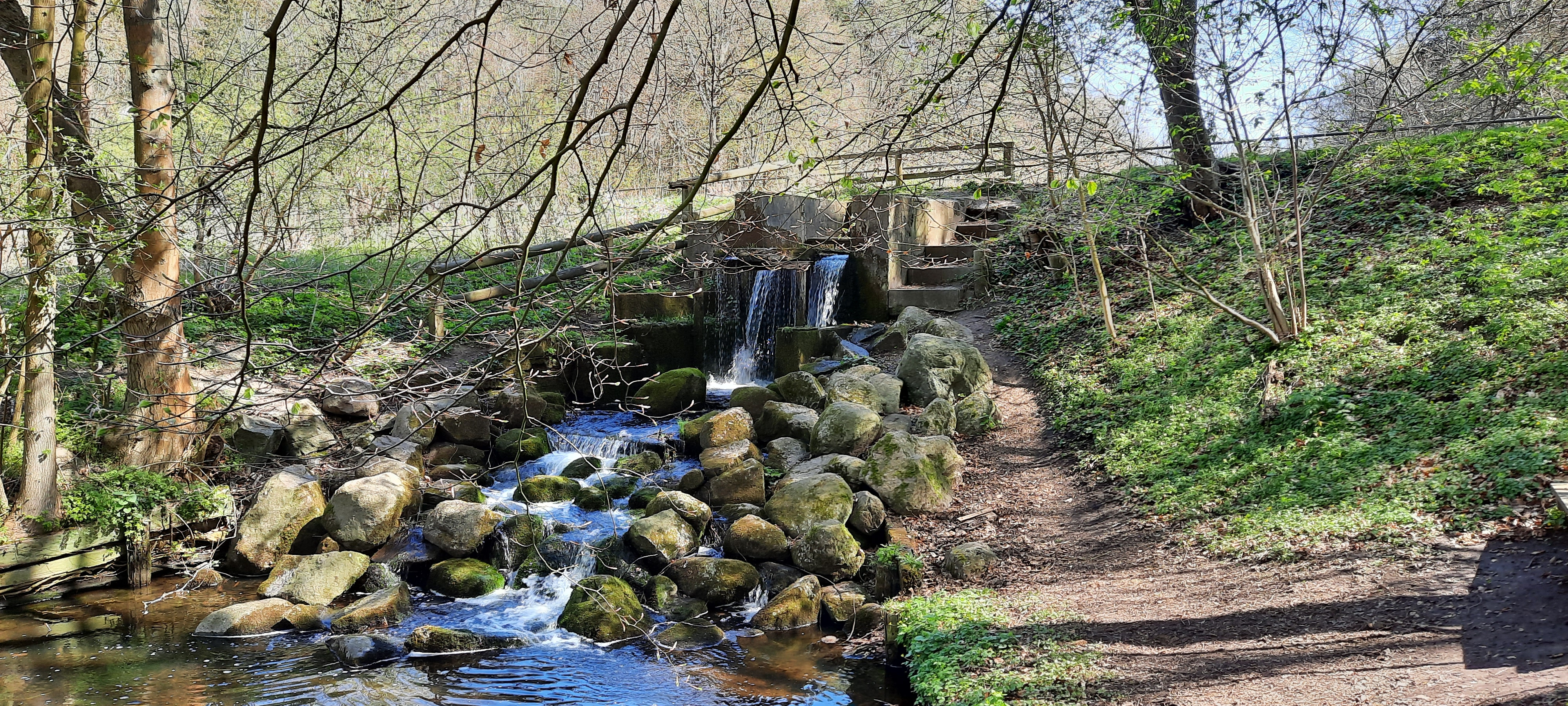
Wehr der ehemaligen unteren Pansdorfer Mühle an der Kalten Beek.
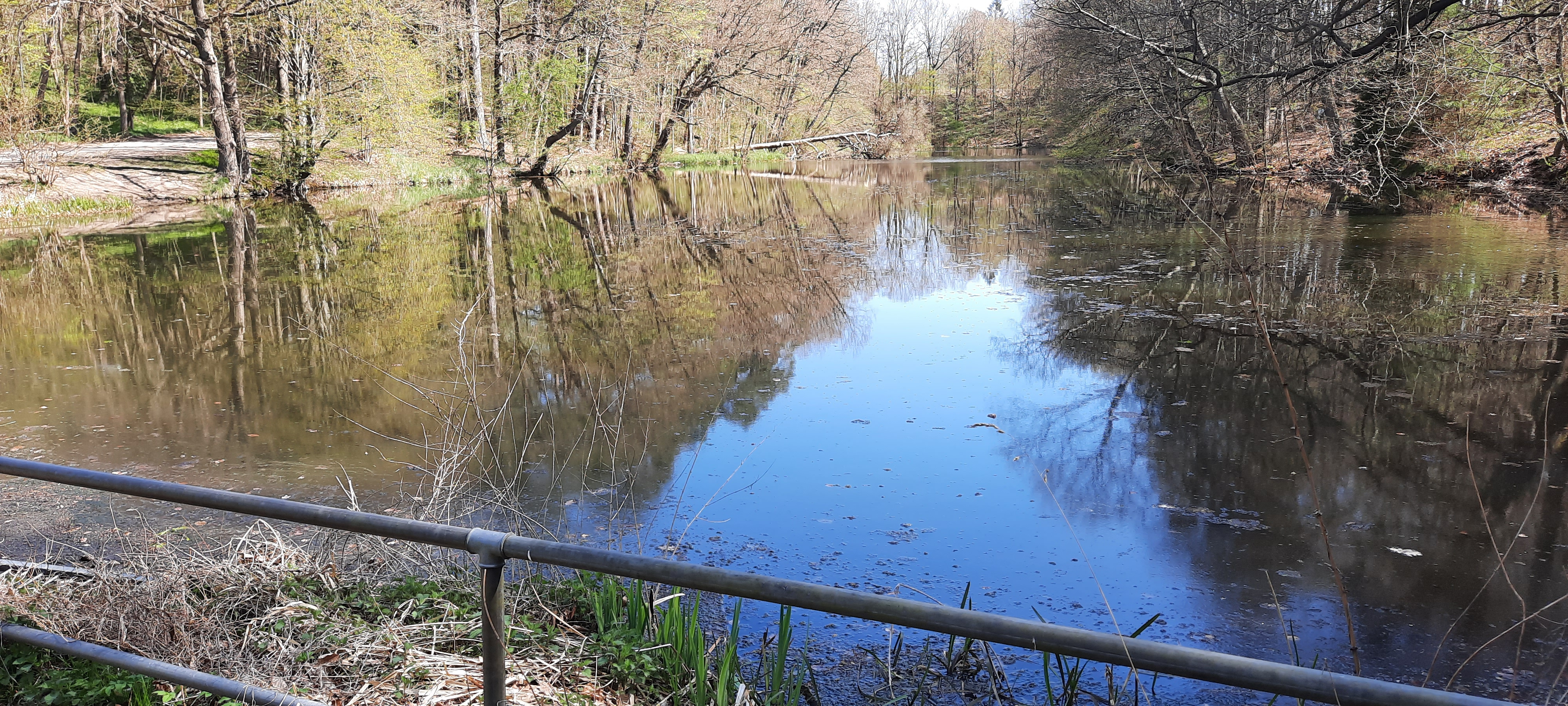
Mühlenteich der ehemaligen unteren Pansdorfer Mühle

## Hobbersdorfer Mühle
Die Hobbersdorfer Mühle in Hobbersdorf war seit Mitte des 16. Jahrhunderts im Besitz des damaligen Domkapitels zu Lübeck und umfasste eine Kupfer-, Öl- und Getreidemühle. Sie wurde durch die Wasserkraft der Schwartau angetrieben. 1914 übernahm die Familie Ströh die Mühle, welcher das Unternehmen, inzwischen nurmehr eine Getreidemühle, heute noch gehört. Der durch die Mühle geleitete Flusslauf wird zur Stromerzeugung genutzt. 2009 wurde um das Mühlenstauwehr mit einer Höhe von etwa 2,6 Meter eine Umgehungsrinne in Form eines Bachlaufes gebaut, um den Fischen im Fluss den Auf- und Abstieg zu ermöglichen.

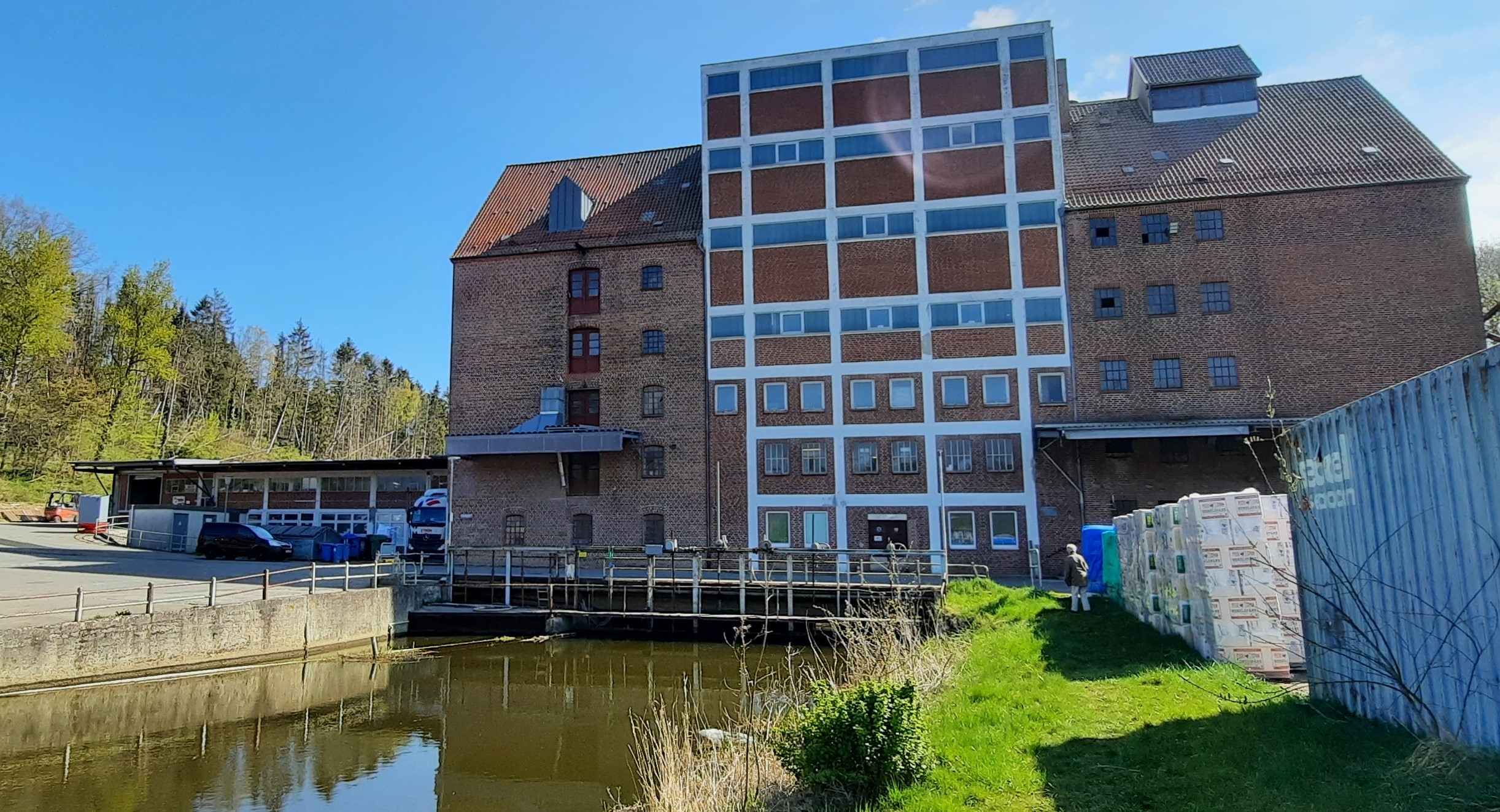
Hobbersdorfer Mühle
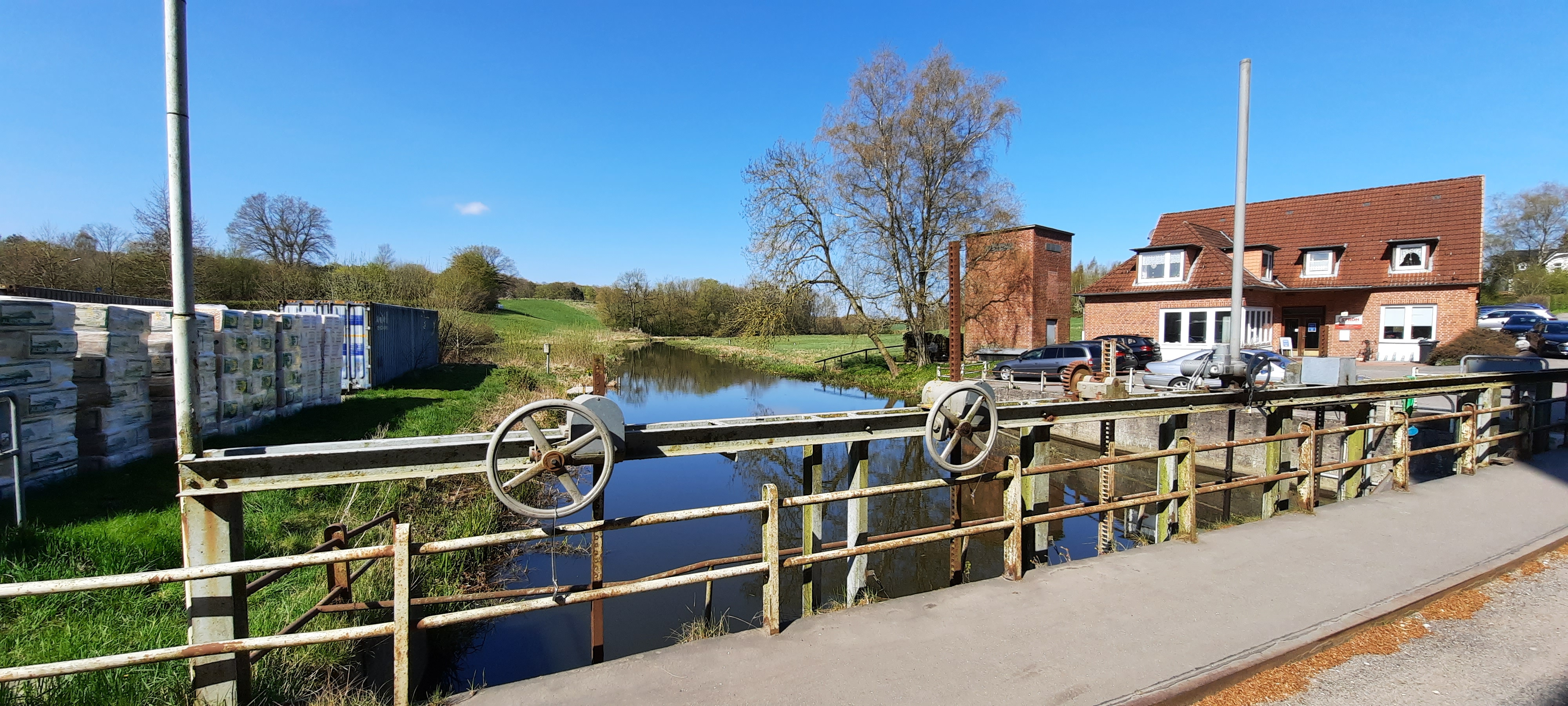
Wehr und Mühlenteich der Hobbersdorfer Mühle
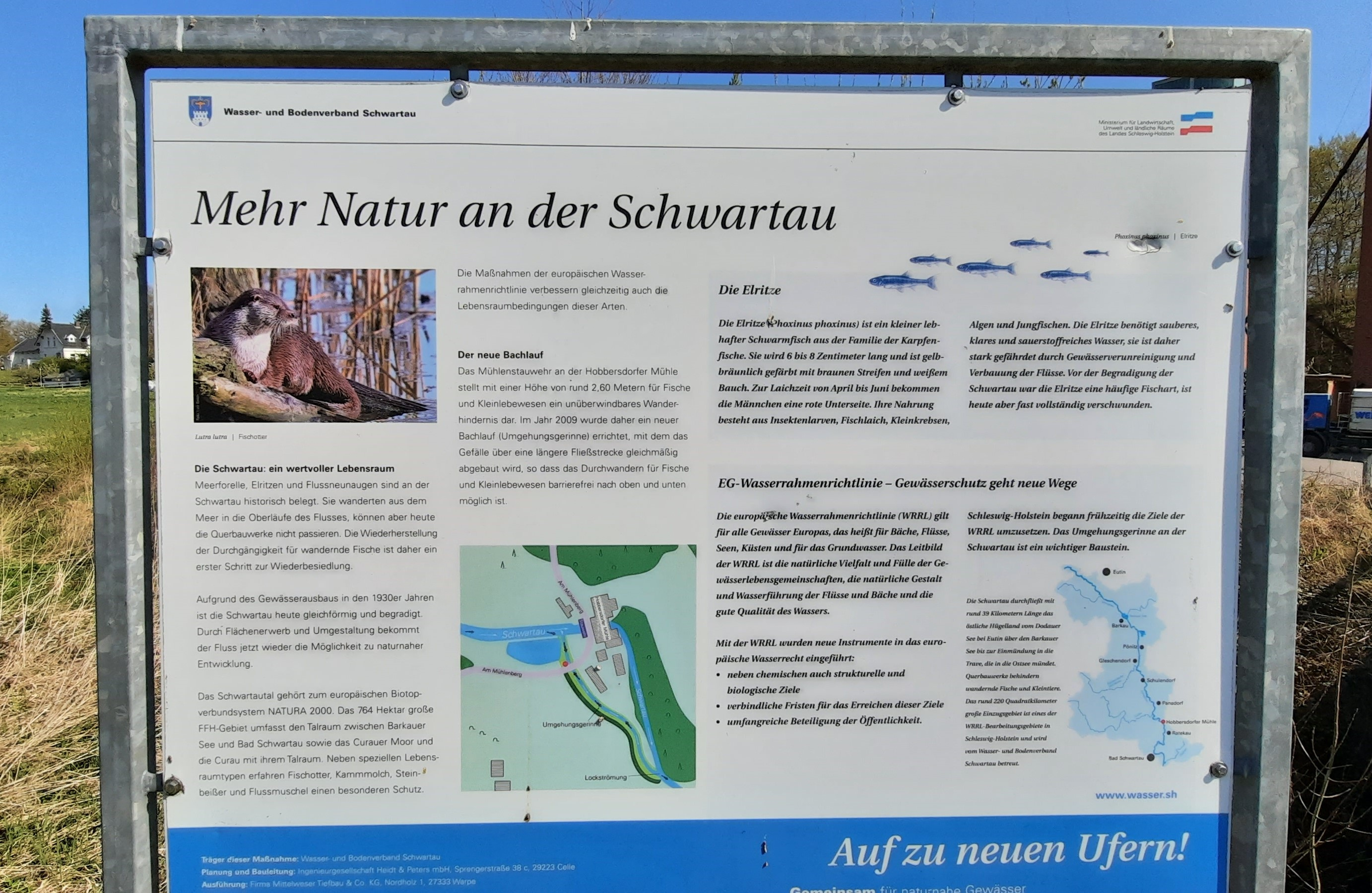
Info-Tafel mit Grafik vom Bachumlauf um das Mühlenstauwehr.

## Schwartauer Mühle
Im heutigen Bad Schwartau, wo die Straßenbrücke der Eutiner Straße über die Schwartau führt, stand eine Wassermühle, die sich bereits 1215 im Besitz des Hochstifts Lübeck befand. 1251 kaufte der Bischof Albert von Lübeck von dem Ritter Otto von Padelügge (auf Burg Gosevelde) die Hälfte der Mühle für 100 Mark Pfennige nebst deren Zubehör. Zu ihrem Betrieb wurde die Schwartau durch einen Damm aufstaut, was zur Bildung von je einem berg- und talseitigen Mühlenteich führte. Nahe der Wassermühle gab es ein Siechenhaus, eine Furt und eine Brücke, 1330 kam ein Krug hinzu, ansonsten war das Umfeld dicht bewaldet. Das Dorf Schwartau entstand erst im 18. Jahrhundert.
Die Mühle galt zu dieser Zeit als verfallen. 1335 wurde sie von Heinrich von Hattrorp umgebaut. Seit 1338 war sie im Besitz der Stadt Lübeck. 1509 wurde sie von den Dänen in Brand gesteckt.
Zu Beginn des 17. Jahrhunderts gab es am Ort zwei Mühlen, eine Kesselmühle mit zwei Mühlrädern und eine Drahtmühle mit einem. 1629 wurden die Mühlen zu einer Loh- und einer Papiermühle umgebaut. Die Lohmühle wurde 1666 durch ein Feuer zerstört. 1804 übereignete die Stadt Lübeck die Mühle an den Herzog von Oldenburg.  Nachdem sie durch ein Feuer stark beschädigt worden war, wurde sie 1828 abgerissen.

## Sereetzer Mühle
Südlich des Dorfes Sereetz am Zufluss der Schwartau zur Trave lag eine Kornwassermühle. Die Mühle wird bereits in einer Urkunde der Holsteiner Grafen Johann III. und Gerhard III. vom 22. Februar 1247 erwähnt, wonach von einem Dorf „ville serez“ (Sereetz) die Rede ist und von einer Mühle aus dem 13. Jahrhundert, die am Fluss Schwartau zu lokalisieren ist.
1383 ließ auch die Stadt Lübeck eine Kornwassermühle bauen, vermutlich an der Einmündung der Schwartau in die Trave, wo sich der Burgwall von Alt Lübeck befand (nach) oder wo früher ein gemauerter Turm zur Landwehr der Stadt Lübeck stand (nach ). 1544 wurde sie als Walk- und Papiermühle eingerichtet.